# Marino Basso
Marino Basso (Rettorgole di Caldogno, 1 juni 1945) is een voormalig Italiaans wielrenner.

## Belangrijkste overwinningen
1965
- Eindklassement Giro della Regione Friuli Venezia Giulia

1966
- 8e etappe Ronde van Italië

1967
- 3e en 18e etappe Ronde van Frankrijk

1968
- Milaan-Vignola
- 6e etappe Ronde van Sardinië
- 15e etappe Ronde van Italië

1969
- Ronde van Piëmont
- Ronde van Campanië
- Tre Valli Varesine
- Trofeo Matteotti
- 1e etappe (deel A) Ronde van Frankrijk
- 8e, 13e, 18e etappe Ronde van Italië
- 7e etappe deel A Parijs-Nice

1970
- 3e (deel B) en 11e (deel B) en 21e etappe Ronde van Frankrijk
- 4e en 15e etappe Ronde van Italië
- 3e etappe (deel A) Ronde van Luxemburg
- 4e etappe Parijs-Luxemburg

1971
- Milaan-Vignola
- 1e, 9e en 11e etappe Ronde van Italië
- Puntenklassement Ronde van Italië

1972
- Coppa Bernocchi
- 2e etappe (deel A en B) Ronde van Sardinië
- Eindklassement Ronde van Sardinië
- 1e etappe Ronde van Italië
- Wereldkampioen op de weg, profs
- Italiaans kampioen Omnium (Baan)

1973
- Milaan-Vignola
- Nice-Genua
- GP Kanton Aargau Gippingen
- 1e etappe Tirreno-Adriatico
- 4e etappe (deel B) Tirreno-Adriatico
- 20e etappe Ronde van Italië

1974
- 22e etappe Ronde van Italië

1975
- 4e, 6e, 8e, 9e, 10e en 11e (deel B) etappe Ronde van Spanje

1976
- 2e, 5e (deel A) etappe Ronde van het Baskenland
- 1e etappe Ronde van Catalonië

1977
- Coppa Placci
- 8e etappe (deel B) Ronde van Italië

1978
- 4e etappe (deel A) Ronde van de Middellandse Zee
- Puntenklassement Ronde van de Middellandse Zee

## Resultaten in voornaamste wedstrijden
| Jaar | Ronde van Italië | Ronde van Frankrijk | Ronde van Spanje |
| ---- | ---------------- | ------------------- | ---------------- |
| 1966 | 48e (1)          |                     |                  |
| 1967 | opgave           | 64e (2)             |                  |
| 1968 | 54e (1)          |                     |                  |
| 1969 | 47e (4)          | opgave (1)          |                  |
| 1970 | opgave (2)       | 63e (3)             |                  |
| 1971 | 42e (3)          |                     |                  |
| 1972 | buiten tijd (1)  | 82e                 |                  |
| 1973 | 84e (1)          |                     |                  |
| 1974 | 85e (1)          |                     |                  |
| 1975 | opgave           |                     | opgave (6)       |
| 1976 | 84e              |                     |                  |
| 1977 | opgave (1)       |                     |                  |
| 1978 | uitgesloten      |                     |                  |

| Jaar | Milaan-San Remo | Gent-Wevelgem | Ronde van Vlaanderen | Parijs-Roubaix | Amstel Gold Race | Ronde van Lombardije | Parijs-Tours |  | WK op de weg |  | Wereldranglijsten |
| ---- | --------------- | ------------- | -------------------- | -------------- | ---------------- | -------------------- | ------------ |  | ------------ |  | ----------------- |
| 1966 |                 |               |                      |                |                  | 24e                  |              |  |              |  |                   |
| 1967 |                 |               |                      |                |                  |                      |              |  | 16e          |  |                   |
| 1968 | 13e             |               | 19e                  |                |                  |                      | 38e          |  |              |  |                   |
| 1969 | ↑               | 57e           | ↑                    | 17e            |                  |                      |              |  | 55e          |  | 15e (SPP)         |
| 1970 |                 |               |                      |                |                  | 11e                  | 4e           |  | 17e          |  |                   |
| 1971 | 17e             | 8e            | 21e                  | ↑              | 42e              |                      | Zilver       |  | 43e          |  | 9e (SPP)          |
| 1972 | ↑               |               |                      | 34e            |                  |                      | 14e          |  | ↑            |  | 7e (SPP)          |
| 1973 | 23e             |               |                      |                |                  |                      |              |  | 27e          |  |                   |
| 1974 | 6e              |               |                      |                |                  |                      |              |  |              |  |                   |
| 1975 | 7e              |               |                      |                |                  |                      |              |  |              |  | 56e (SPP)         |
| 1976 |                 |               |                      |                |                  |                      |              |  |              |  |                   |
| 1977 | 14e             |               |                      |                |                  |                      |              |  |              |  |                   |
| 1978 |                 |               |                      |                |                  |                      |              |  |              |  |                   |